# Андерсон, Карл Дейвид
Ка́рл Де́йвид А́ндерсон (англ. Carl David Anderson; 3 сентября 1905 — 11 января 1991) — американский физик-экспериментатор. Известен открытием позитрона — достижение, за которое он был удостоен Нобелевской премии по физике в 1936 году.
Член Национальной академии наук США (1938).

## Биография

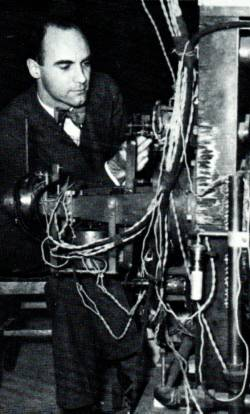
Карл Андерсон в 1937 году

Андерсон родился в Нью-Йорке, в семье шведского иммигранта. Он изучал физику и технику в Калифорнийском Технологическом Институте (степень бакалавра в 1927 году, доктор философии в 1930 году). Под руководством Роберта Милликена он начал исследования космических лучей. Во время исследований он открыл необычные треки некоторой частицы на снимках камеры Вильсона, которые он правильно интерпретировал как треки, принадлежащие частице с массой электрона, но имеющей противоположный электрический заряд. Это открытие, объявленное в 1932 году, и впоследствии подтверждённое другими, подтвердило теоретические рассуждения Поля Дирака о существовании позитрона. Андерсон получил первое прямое доказательство существования позитрона путём облучения различных материалов гамма-лучами, произведёнными радиоактивным ядром ThC'' (изотоп таллия с массой 208), что привело к образованию электрон-позитронных пар. За эту работу Андерсон был награждён Нобелевской премией по физике за 1936 год (совместно с Виктором Гессом).
Также в 1936 году Андерсон и его студент-дипломник, Сет Неддермейер, открыли мюон (который долгие годы был известен под именем мю-мезон) — субатомную частицу, которая в 207 раз тяжелее электрона. Андерсон и Недермейер первоначально думали, что открыли пион — частицу, которую постулировал Хидэки Юкава в своей теории сильного взаимодействия. Когда стало ясно, что частица, которую увидел Андерсон, не была пионом, физик-теоретик И. И. Раби, озадаченный тем, каким образом неожиданное открытие может быть вписано в какую-либо логическую схему физики элементарных частиц, задал свой знаменитый вопрос: «Кто это заказывал?» (иногда в эту историю добавляют, что он обедал в этот момент с коллегами в китайском ресторане). Мюон был первой в длинном ряду субатомных частиц, открытие которых первоначально озадачило теоретиков, которые не могли подогнать такой «зоопарк» под какую-либо стройную концепцию. Уиллис Лэмб говорил, что однажды он услышал, что «когда-то открывателей элементарных частиц награждали нобелевской премией, но теперь такое открытие должно наказываться штрафом в 10000 долларов».
Карл Андерсон провёл всю свою научную карьеру в Калифорнийском технологическом институте. Во время второй мировой войны он проводил исследования в области ракетной техники. Он умер 11 января 1991 года и похоронен на кладбище Форест-Лаун в Голливуд-Хиллз в Лос-Анджелесе.

## Избранные труды
- C.D. Anderson, «The Positive Electron», Phys. Rev. 43, 491 (1933)